# Lago Funten
El lago Funten (en alemán: Funtensee) es un lago situado en la región administrativa de Alta Baviera, en el estado de Baviera (Alemania), a una elevación de 1600 metros; tiene un área de 3.5 hectáreas. 
Hay evidencias de que los alrededores del lago se han usado para pastoreo desde comienzos del siglo XVII, llegando a causar sobrepastoreo a finales del siglo XIX.